# Francesco Mosso (pittore)
Francesco Mosso (Torino, 29 gennaio 1848 – Rivalta di Torino, 31 agosto 1877) è stato un pittore italiano.

## Biografia
Nacque a Torino, allora capitale del Regno di Sardegna, il 29 gennaio 1848 in un'agiata famiglia piemontese e nella stessa città frequentò contemporaneamente sia i corsi universitari presso la Facoltà di Legge dell'Università degli Studi di Torino, poi abbandonati, che l'Accademia Albertina di Belle Arti, dove fu allievo di Enrico Gamba, Andrea Gastaldi ed Alberto Maso Gilli.
La sua prima esposizione fu nel 1873 a Vienna col dipinto Crepuscolo a novembre, seguita da altre esposizioni presso la Società promotrice di belle arti torinese. Nel 1876 si trasferì a Roma, dove sotto la guida di Cesare Maccari dipinse la sua opera di maggiore fama: La moglie di Claudio (noto anche come La femme de Claude o L'adultera), esposto presso la Promotrice e poi conservato ed esposto presso la Galleria civica d'arte moderna e contemporanea; il dipinto, ispirato dal pamphlet L'homme-femme di Alexandre Dumas figlio, è considerato come una delle prime rappresentazioni di un femminicidio con movente passionale. La realizzazione dell'opera lo tenne occupato per almeno cinque anni, caratterizzati da un continuo alternarsi di momenti d'ispirazione e lunghi periodi di apatia, malinconia e disperazione, come testimoniato dalle sue memorie raccolte e pubblicate postume dall'amico Marco Calderini.
Morì ad appena 29 anni presso Rivalta di Torino il 31 agosto 1877.